# Município de Amanda (condado de Hancock, Ohio)
Localização do Ohio nos E.U.A.
O município de Amanda (em inglês: Amanda Township) é um município localizado no condado de Hancock no estado estadounidense de Ohio. No ano 2010 tinha uma população de 1024 habitantes e uma densidade populacional de 14,24 pessoas por km².

## Geografia
O município de Amanda encontra-se localizado nas coordenadas 40° 57′ 18″ N, 83° 30′ 24″ O. Segundo a Departamento do Censo dos Estados Unidos, o município tem uma superfície total de 71.89 km², da qual 71,81 km² correspondem a terra firme e (0,11 %) 0,08 km² é água.

## Demografia
Segundo o censo de 2010, tinha 1024 pessoas residindo no município de Amanda. A densidade de população era de 14,24 hab./km².